# Апостольский нунций в Чехословакии
Апостольский нунций в Чехословацкой Республике — бывший дипломатический представитель Святого Престола в Чехословакии. Данный дипломатический пост занимал церковно-дипломатический представитель Ватикана в ранге посла. В соответствии с постановлением Венского конгресса 1815 года являлся дуайеном дипломатического корпуса, так как Чехословакия была, в основном, католической страной. Апостольская нунциатура в Чехословакии была упразднена 1 января 1993 года, после признания Святым Престолом распада Чехословакии, и были учреждены Апостольская нунциатура в Чехии и апостольская нунциатура в Словакии. Её резиденция находилась в Праге.

## История

### Апостольские нунции в Чехословакии во время Первой республики
Первый Апостольский нунций в Чехословакии, вручил верительные грамоты правительству лишь в 1920 году. Отношения между Святым Престолом и Чехословакией выросли за относительно короткий период Первой республики, а за последние четыре года существования Чехословакии были значительно напряженными и пост апостольского нунция в Чехословакии была вакантной большую часть времени.
Первоначальную антипатию удалось подавить после спада интенсивного антикатолицизма сопровождающего создание Чехословакии и заключение Модус вивенди в 1928 году и временной нормализации отношений, но эта ситуация продолжалась недолго.

### Апостольские нунции в Чехословакии после Второй мировой войны
После Второй мировой войны, хотя Апостольская нунциатура и возобновила свою деятельность, но новый представитель Святого Престола нунция был всего лишь на одну ступень ниже — интернунцием. Святой Престол, таким образом, выполнил очень нестандартное и с точки зрения дипломатической практики унизительное желание чехословацкого правительства, которое пыталось тяжело предотвратить надвигающийся скандал: советский дипломат Валериан Зорин уже дал понять, что он не будет признавать апостольского нунция дуайеном дипломатического корпуса (узурпировав этот пост для себя), то, конечно, другие дипломаты (во главе с англичанами) объявили, что считают за дуайена, конечно, апостольского нунция, а не Зорина.
После наступления коммунистического режима, который начал жестокое преследование Католической церкви, отношения между Святым Престолом и Чехословакией полностью рухнули. Интернунций Риттер был вынужден по состоянию здоровья покинуть Чехословакию в 1948 году, а его заместитель стал временным поверенным в делах Дженнаро Веролино, которого, однако, коммунистическое правительство объявило персоной нон грата. После него, чтобы возглавить миссию его функции взял на себя монсеньор Оттавио де Лива, но Чехословакия отказалась признать его статус временного поверенного в делах и выслало его. Вскоре после этого, и вообще упразднило своё посольство при Святом Престоле.

### Апостольские нунции в Чехословакии после 1989 года
Несмотря на отдельные попытки восстановления дипломатических отношений Апостольская нунциатура была закрыта до падения коммунистического режима. В 1990 году новым Апостольским нунцием в Чехословакии стал Джованни Коппа, который на этом посту оставался до распада страны, который состоялся 1 января 1993 года. В последующие годы занимал Коппа должность апостольского нунция, но уже впредь в обоих государствах-преемниках.

## Апостольские нунции в Чехословакии
- Клементе Микара — (7 мая 1920 — 30 мая 1923 — назначен апостольским нунцием в Бельгии);
- Франческо Мармаджи — (30 мая 1923 — 13 февраля 1928 — назначен апостольским нунцием в Польше);
- Пьетро Чириачи — (18 марта 1928 — 9 января 1934 — назначен апостольским нунцием в Португалии);
- Саверио Риттер — (5 августа 1935 — 1950 — назначен официалом государственного секретариата Ватикана);
  - Дипломатические отношения прерваны;
- Джованни Коппа — (30 июня 1990 — 1 января 1993 — назначен апостольским нунцием в Словакии).